# Südtiroler Landesarchiv
Das Südtiroler Landesarchiv (SLA) ist ein öffentliches Archiv des Landes Südtirol (Italien) und befindet sich in Bozen. Es bildet ein Amt der Südtiroler Landesverwaltung und ist Teil der Abteilung Denkmalpflege. Die Bestände stammen provenienzmäßig aus Südtirol, umfassen aber auch Archivalien aus dem ehemaligen Kronland Tirol, die neben dem heutigen Bundesland Tirol auch das Trentino betreffen. Das Südtiroler Landesarchiv betreibt auch archivalische und historische Grundlagenforschung, fördert die Herausgabe des „Tiroler Urkundenbuchs“, unterstützt das Südtiroler Chronistenwesen und veröffentlicht eine eigene Publikationsreihe unter dem Titel „Veröffentlichungen des Südtiroler Landesarchivs“.
Die Errichtung eines eigenständigen Südtiroler Landesarchivs war die Folge der Autonomiegesetzgebung, die seit 1972 dem Land Südtirol innerhalb des italienischen Staatsgefüges Sonderrechte, darunter auch im kulturellen Bereich, einräumte. In diesem Zusammenhang übernahm das Landesarchiv bedeutsame Altbestände vom Staatsarchiv Bozen, darunter den Grundsteuerkataster und die Verfachbücher aus Südtiroler Provenienz, verschiedene Kommunalarchive, die Akten des Adelsarchivs Bozen und Meran, das Archiv des Merkantilmagistrats Bozen und das Archiv des Heiliggeistspitals Bozen. Zahlreiche Adelsarchive, darunter Künigl, Oberpayrsberg, Schlandersberg, Welsberg und Wolkenstein, haben seither die Bestände maßgeblich ergänzt und erweitert. Zu den wertvollsten Archivalien rechnet der aus dem 16. Jahrhundert stammende Codex Brandis. 1985 bezog das Landesarchiv zusammen mit dem Bozner Staatsarchiv und der Landesbibliothek „Dr. Friedrich Teßmann“ einen Neubau im Stadtteil Gries-Quirein.
Das Landesarchiv hilft auch den Ämtern und Abteilung der Südtiroler Landesverwaltung bei der Führung des eigenen Archivs; dabei werden auch historisch relevante Akten ermittelt, die nach Ablauf der Aufbewahrungsfrist (in der Regel 10 Jahre) dem Landesarchiv übergeben werden. Gegenüber den kleineren Archiven Südtirols übt das Landesarchiv gemäß dem Landesarchivgesetz Nr. 17 von 1985 („Regelung des Archivwesens und Errichtung des Südtiroler Landesarchivs“) eine Kontroll- und Aufsichtspflicht aus.

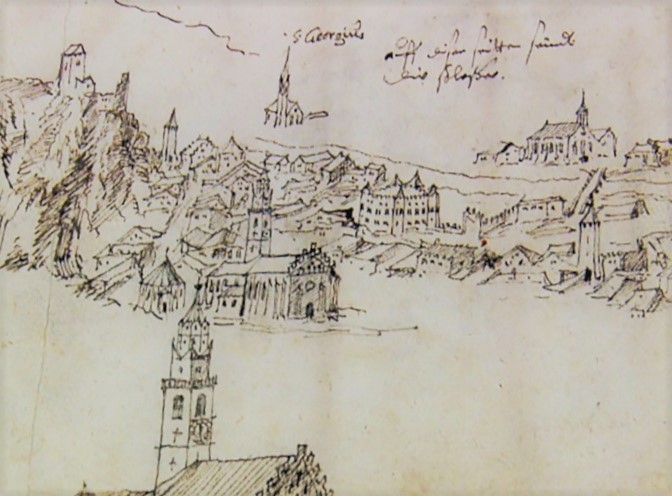
Ansicht von Meran aus dem Codex Brandis

Seit 2013 unterhält das Landesarchiv eine enge Kooperation mit dem Tiroler Geschichtsverein, in dessen Vorstand es ständig vertreten ist und dem ein Arbeitsplatz im Landesarchiv zur Verfügung steht.